# 23 febbraio
Il 23 febbraio è il 54º giorno del calendario gregoriano. Mancano 311 giorni alla fine dell'anno (312 negli anni bisestili).

## Eventi
- 155 – Viene ucciso il vescovo di Smirne, Policarpo, la cui morte viene narrata nel Martirio di San Policarpo
- 303 – Inizio della persecuzione dei cristiani sotto Diocleziano
- 532 – L'imperatore Giustiniano ordina la costruzione della Basilica di Santa Sofia a Costantinopoli
- 1455 – Data tradizionale di pubblicazione della Bibbia di Gutenberg, il primo libro occidentale stampato con caratteri mobili
- 1548 – I rappresentanti dei comuni appartenenti al Marchesato di Saluzzo, dopo aver deposto il marchese Gabriele, si sottomettono alla Francia
- 1574 – La quinta guerra santa contro gli Ugonotti inizia in Francia
- 1660 – Carlo XI diventa re di Svezia
- 1732 – A Londra si tiene la prima esecuzione dell'Orlando di Georg Friedrich Händel
- 1778 – Guerra d'indipendenza americana: il barone von Steuben arriva a Valley Forge, Pennsylvania per aiutare ad addestrare l'esercito continentale
- 1820 – Cospirazione di Cato Street: viene svelato un piano per assassinare tutti i ministri del gabinetto britannico
- 1832 – Comincia a essere utilizzata sui copricapi dei militari appartenenti al Corpo dei Carabinieri Reali la caratteristica granata con fiamma, che nel corso degli anni diventerà il simbolo principale dell'Arma
- 1836 – A San Antonio (Texas) inizia la battaglia di Alamo
- 1847 – Guerra messico-statunitense: battaglia di Buena Vista. In Messico, le truppe statunitensi sconfiggono il generale messicano Antonio López de Santa Anna
- 1848 – A Parigi gli operai insorgono
- 1861 – Il presidente degli Stati Uniti Abraham Lincoln arriva in segreto a Washington, dopo aver subito un tentativo di assassinio a Baltimora
- 1870 – Finisce il controllo militare del Mississippi; lo Stato viene riammesso negli USA
- 1883 – L'Alabama diventa il primo Stato degli USA a far entrare in vigore la legge antitrust
- 1887 – Il sud-est della Francia e la provincia di Imperia sono scossi da un intenso terremoto che provoca circa 2.000 vittime
- 1893 – Rudolf Diesel deposita il brevetto per il motore Diesel
- 1898 – Émile Zola viene imprigionato dopo aver scritto il J'accuse, una lettera che accusava il governo francese di antisemitismo e di aver ingiustamente condannato al carcere Alfred Dreyfus
- 1900 – Battaglia di Hart's Hill: in Sudafrica si scontrano le truppe boere e britanniche
- 1902 – Viene scritta la "Preghiera Vespertina" come preghiera dell'incrociatore corazzato Giuseppe Garibaldi
- 1903 – Cuba affitta la Baia di Guantánamo agli Stati Uniti "in perpetuo"
- 1904 – Per 10 milioni di dollari, gli Stati Uniti ottengono il controllo della Zona del Canale di Panama
- 1909 - Stati Uniti: si svolge la prima Giornata internazionale della donna
- 1917 – Inizia la Rivoluzione russa il 23 febbraio del calendario ortodosso (8 marzo del gregoriano)
- 1918 – Viene fondata l'Armata Rossa
- 1927 – La Federal Radio Commission (in seguito ribattezzata Federal Communications Commission) inizia a regolare l'uso delle frequenze radio negli USA
- 1934 – Leopoldo III diventa re del Belgio
- 1940
  - Seconda guerra mondiale: le truppe dell'Unione Sovietica conquistano l'Isola di Lasi
  - Esce nelle sale cinematografiche statunitensi il film Pinocchio, 2º Classico Disney
- 1945
  - Nel corso della battaglia di Iwo Jima, un gruppo di Marines raggiunge la vetta del Monte Surabachi e viene scattata la famosa foto Raising the Flag on Iwo Jima, che vincerà poi il Premio Pulitzer, dove alcuni Marines sono intenti a sollevare la bandiera statunitense in cima al monte.
  - Seconda guerra mondiale: la guarnigione tedesca della città di Poznań capitola, la città viene liberata da forze sovietiche e polacche
- 1947 – Viene fondata l'Organizzazione internazionale per le standardizzazioni (ISO)
- 1955
  - Primo incontro della Southeast Asia Treaty Organization (SEATO)
  - Edgar Faure diventa primo ministro di Francia
- 1956 – Nikita Khruščëv attacca la venerazione di Iosif Stalin come un culto della personalità
- 1958 – Ribelli cubani rapiscono il 5 volte campione del mondo di Formula 1 Juan Manuel Fangio
- 1966 – Un golpe militare in Siria rimpiazza il precedente governo
- 1974 – L'Esercito di Liberazione Simbionese richiede 4 milioni di dollari per la liberazione di Patty Hearst
- 1980 – L'ayatollah Ruhollah Khomeini dichiara che il parlamento iraniano deciderà del destino degli ostaggi nell'ambasciata statunitense
- 1981 – Spagna: Antonio Tejero Molina tenta un colpo di Stato catturando il Congresso dei Deputati
- 1982 – In Spagna il governo socialista di Felipe González e Miguel Boyer nazionalizza la Rumasa, una holding di José María Ruiz Mateos
- 1987 – Viene osservata una Supernova (denominata 1987a) nella Grande Nube di Magellano
- 1991
  - Guerra del Golfo: truppe di terra attraversano il confine dell'Arabia Saudita ed entrano in Iraq
  - Thailandia: il generale Sunthorn Kongsompong guida un colpo di Stato incruento, deponendo il primo ministro Chatichai Choonhavan
- 1992 – A Albertville, in Francia, si chiudono i XVI Giochi olimpici invernali
- 1998
  - Netscape Communications Corporation annuncia la fondazione di mozilla.org, per coordinare lo sviluppo open source del browser Mozilla
  - Osama bin Laden emette una fatwā dichiarando un jihād contro tutti gli ebrei e i crociati
- 1999
  - Il leader dei ribelli curdi Abdullah Öcalan viene accusato di tradimento ad Ankara, Turchia
  - Austria: una valanga distrugge il villaggio di Galtür, 31 vittime
- 2008 – Il B-2 "Spirit of Kansas" precipita durante il decollo ad Andersen
- 2010 – Ignoti riversano nel fiume Lambro 2.5 milioni di litri di gasolio e altri idrocarburi causando un disastro ambientale
- 2014 – A Soči, in Russia, si chiudono i XXII Giochi olimpici invernali

## Nati
Ci sono circa 1 120 voci su persone nate il 23 febbraio; vedi la pagina Nati il 23 febbraio per un elenco descrittivo o la categoria Nati il 23 febbraio per un indice alfabetico.

## Morti
Ci sono circa 560 voci su persone morte il 23 febbraio; vedi la pagina Morti il 23 febbraio per un elenco descrittivo o la categoria Morti il 23 febbraio per un indice alfabetico.

## Feste e ricorrenze

### Civili
Nazionali:
- Giappone – Compleanno dell'Imperatore Naruhito, nato nel 1960.
- Guyana – Festa nazionale
- Russia – Giorno dei difensori della Patria (già giorno dell'Armata Rossa)

### Religiose
Cristianesimo:
- San Policarpo di Smirne, vescovo e martire
- San Giovanni Theristis, monaco
- Santa Giuseppina Vannini, cofondatrice delle Figlie di San Camillo
- San Lazzaro, monaco
- San Livio martire
- Santa Mildburga di Wenlock, badessa benedettina
- San Milone di Benevento, vescovo
- San Primiano di Ancona, vescovo e martire
- Santa Romana, venerata a Todi
- San Sereno di Sirmio, martire
- San Villigiso di Magonza, vescovo
- Beato Alerino Rembaudi, vescovo
- Beata Giovannina Franchi, fondatrice delle Suore infermiere dell'Addolorata
- Beato Ludwig Mzyk, sacerdote e martire
- Beato Nicola Tabouillot, martire
- Beata Rafaela Ybarra de Vilallonga, fondatrice delle Suore dei Santi Angeli custodi
- Beato Wincenty Stefan Frelichowski, sacerdote e martire

Religione romana antica e moderna:
- Terminalia
- Giorno dei Lari Familiari